# Old Warren County Courthouse Complex
Der Old Warren County Courthouse Complex ist ein früheres Courthouse an der Kreuzung von Amherst Street und Canada Street (US 9/NY 9N) in Lake George, New York. Das große Gebäude aus Backsteinen wurde zwischen den 1840er und 1890er Jahren in fünf Etappen errichtet. Nicht alle dieser Bauabschnitte sind noch vorhanden.
Der imposante Uhrturm wurde zu einer Dominante in dem Village. Die Verwaltung des Warren Countys bezog in den 1960er Jahren einen Neubau. Nachdem das Bauwerk einige Jahre vakant geblieben war, gelang es ortsansässigen Denkmalschützern, die Wiedereröffnung des Gebäudes zu anderen öffentlichen Zwecken zu erreichen. 1973 wurde es in das National Register of Historic Places aufgenommen. Heute ist es Sitz der örtlichen historischen Gesellschaft und einer kommunalen Kunstvereinigung.

## Anwesen
Der Komplex befindet sich auf einer schmalen Parzelle, die sich von der Straße bis zum Ufer des Lake George erstreckt und deren Fläche weniger als einen Acre beträgt. Alle Gebäude darauf sind miteinander verbunden. Ihre tragenden Außenmauern verfügen über eine Backsteinfassade und sitzen auf einem Sockel aus Kalkstein. Das polychrome Dach aus Schiefer wird von sechs Kaminen durchbrochen. Die drei noch bestehenden Bauwerksteile sind von Westen nach Osten die Arbeitszimmer der Richter, das ursprüngliche Courthouse und der Gefängnistrakt.
Die westliche Fassade des Gebäudes – die Frontseite – ist zweistöckig und umfasst fünf Joche. Der zweistöckige Uhrturm sitzt im Zentrum und erhebt sich über dem Haupteingang, dessen Türen zurückversetzt in einem offenen Torbogen liegen. Zwischen beiden Stockwerken befindet sich doppelte Steintafeln mit der Inschrift WARREN COUNTY links des Eingangs und COURT HOUSE rechts davon. Ein dekoratives Gesims aus Backsteinen an der Dachtraufe wird am Dach des Uhrturms wiederholt. Die Dächer des Vorderteils des Gebäudekomplexes und des Uhrturm sind Walmdächer. Das Dach des Uhrturms wird von einer Wetterfahne gekrönt.
Östlich davon schließt sich das ursprüngliche Gebäude des Courthouses an. Es ist eineinhalb Stockwerke hoch und besteht aus drei Jochen auf jeder Seite. Pilaster trennen die engen Fenster voneinander und das Dach wird von jeweils einer Dachgaube unterbrochen, die auf beiden Seiten in der Mitte der Dachfläche angeordnet sind. Der Gefängnisflügel folgt anschließend und liegt dem See am nächsten. Dieser Teil des Bauwerks ist ein zweistöckiger Trakt mit Satteldach, der vier Joche in der Länge und drei in der Breite umfasst. Die Bauweise dieses Gebäudeteiles ist ungewöhnlich; das Erdgeschoss ist nicht geteilt und es gibt auch keine Säulen. Das Obergeschoss wird von drei stählernen Pfosten getragen, die von Trägern unter dem Dach herabgehängt sind.
Im Inneren erfolgten seit der Erbauung zahlreiche Veränderungen, sodass der Großteil der architektonischen Merkmale aus dieser Zeit verloren ging. Erhalten sind die ursprünglichen Fenster und die hohen Decken, und im Gefängnisflügel sind noch einige der ursprünglichen Zellen erhalten.

## Geschichte
Lake George wurde 1813 zum County Seat bestimmt, als das Warren County gegründet wurde. Zu jener Zeit wuchs die Siedlung schnell, weil sie an der erhofften Haupthandelsroute nach Kanada lag. Damals hieß der Ort noch Caldwell, nach James Caldwell aus Albany, einem Großgrundbesitzer und Geschäftsmann. In den ersten vier Jahren der Existenz des Countys trat das Gericht in einem örtlichen Kaffeehaus zusammen; erst nachdem 1815, Caldwell ein Grundstück zum Bau des Courthouses zur Verfügung gestellt hatte, wurde eines gebaut, einschließlich des Büros für den Countyvorsteher und des Gefängnisses.
Über die Architektur dieser Gebäude ist wenig bekannt. Aufzeichnungen des Countys legen nahe, dass das damalige Courthouse ein hölzernes Kuppeldach hatte, das regelmäßig erneuert werden musste. Dies führte dazu, dass die Countyverwaltung Schwierigkeiten hatte, das Gebäude zu versichern. Das Courthouse und das Bürogebäude des Countyvorstehers brannten 1843 nieder. Ein Architekt aus Glens Falls, Winfield Sherwood, entwarf einen Neubau, der zwei Jahre später fertiggestellt wurde. Dieser Neubau bildet den heutigen Mittelteil des Gebäudeensembles. Es heißt, dass Stephen A. Douglas im Wahlkampf der Präsidentschaftswahl in den Vereinigten Staaten 1860 hier eine Rede gegen Abraham Lincoln gehalten hat.
In der zweiten Hälfte des 19. Jahrhunderts wurde das Courthouse mehrfach erweitert, zunächst 1878 durch den Bau der Quartiere für die Richter und das Gebäude erhielt seinen charakteristischen Uhrturm. Sieben Jahre später, 1885, wurde der kleinere Bürotrakt des Countyschriftführers durch einen größeren Bau ersetzt. Dieser Trakt wurde vor den Flügel für die Richter angebaut, was zu Kritik wegen der Auswirkungen auf den Gesamteindruck des Gebäudes führte.
Die Stadtdirektoren des Countys trafen sich bis 1905 hier oder in Glens Falls, dann wurde ein Konferenzraum über der Amtsstube des Countyschriftführers hinzugefügt. Seit 1860 hatte es Bestrebungen gegeben, den County Seat nach Glens Falls zu verlegen, da dieser Ort inzwischen aufgrund der Industrialisierung größer geworden war. Die Countyverwaltung verlegte einige Büros dorthin und einige weiter nach Norden nach Warrensburg, Lake George blieb jedoch County Seat.
Die Wähler im County genehmigten 1959 die Aufnahme einer Anleihe zum Bau eines neuen Verwaltungskomplexes in Queensbury, einige Kilometer weiter südlich an der Route 9. Dieser wurde 1963 fertiggestellt und in Betrieb genommen und das alte Gebäude wurden aufgegeben. Danach wurde es mehrere Jahre nicht genutzt und es wurde der Abbruch des Gebäudes erwogen, die neugegründete Lake George Historical Association konnte die Town of Lake George, die das Gebäude damals im Eigentum besaß, dazu überzeugen, es zur Verwendung als Büroräume der Vereinigung und als historisches Museum zu nutzen. Kurz darauf, 1969, wurde der 1885 errichtete Vorbau abgebrochen, sodass das Gebäude seine ursprüngliche Vorderfront zurückerhielt. Das Lake George Arts Center eröffnete 1977 im früheren Gerichtssaal eine Galerie und nahm ebenfalls den Sitz in dem früheren Courthouse an.